# ChatGPT
ChatGPT (Generative Pre-trained Transformer) je chatbot spuštěný firmou OpenAI v listopadu 2022. ChatGPT má svoji webovou stránku, která formou textové konverzace (chatu) zpřístupňuje systém veřejnosti či pomocí API.
ChatGPT je expertní systém, který implementuje prvky umělé inteligence pomocí technologie velkých jazykových modelů (LLM) a umělé neuronové sítě. ChatGPT může být použit v různých aplikacích, včetně chatbotů, asistentů pro zákazníky, tvorby obsahu a mnoha dalších. Jeho schopnost generovat plynulý a kontextově relevantní text mu umožňuje efektivně komunikovat s lidmi prostřednictvím psaného slova či audia.

## Charakteristika

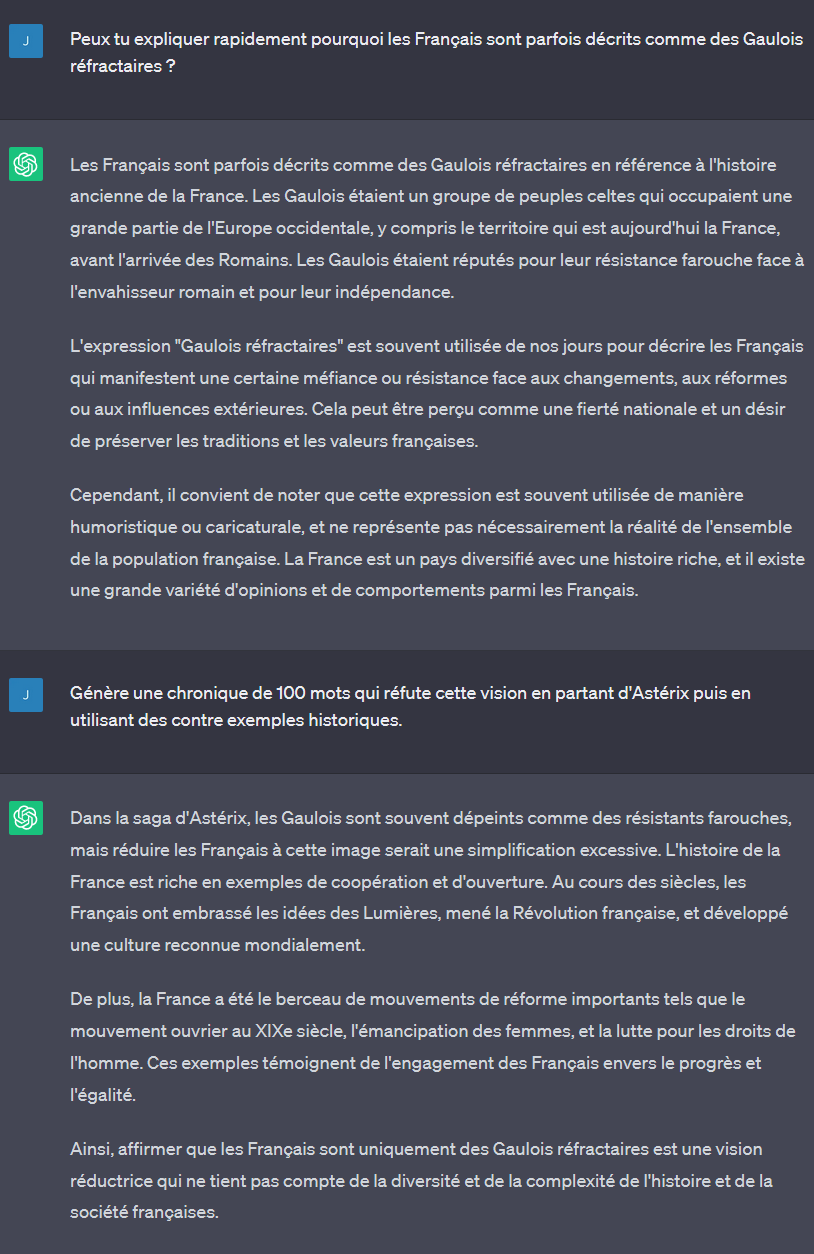
Příklad komunikace s ChatGPT

Prototyp ChatGPT 3.5 byl veřejně uveden 30. listopadu 2022 a rychle si získal pozornost pro své podrobné a dobře formulované odpovědi v mnoha oblastech znalostí. Podle slovního zadání může například psát počítačové programy, poezii nebo obchodní korespondenci. Dokázal by dokonce složit přijímací zkoušky na právnickou fakultu, byť by byl mezi horšími. Z toho důvodu byl již studentům některých škol zakázán, aby ho nemohli využívat k podvádění při psaní školních prací. Za významnou nevýhodu však je považována jeho nerovnoměrná faktická přesnost. Po vydání ChatGPT byla firma OpenAI oceněna na 29 miliard amerických dolarů.

## Hodnocení
Informace, které ChatGPT poskytuje, však nemusejí být vždy pravdivé, odpovídat skutečnému stavu věcí a mohou být zavádějící i zcela smyšlené.[chybí lepší zdroj] Proto je potřeba je ověřovat i z jiných informačních zdrojů. ChatGPT rovněž nemohl do května 2023 poskytnout aktuální informace, protože data, z nichž čerpá, jsou omezena rokem 2021 (stav k lednu 2023). Platící uživatelé mohou od května 2023 využít mód, který ChatGPT umožňuje procházet web a zpracovávat současné informace.
ChatGPT má zatím rovněž potíže se zpracováním matematických úloh. Důvodem je, že je trénován na rozpoznávání a generování textu na základě předchozích vzorků. V současné době není schopen plně řešit matematická zadání, jako by to udělal člověk, protože matematika vyžaduje logické myšlení a abstrakci. Umělá inteligence (UI) například v podobě ChatGPT má tendenci spoléhat se na naučené modely a předem dané algoritmy a není zatím schopna pochopit matematiku na hlubší úrovni jako člověk. Ke zlepšení matematických schopností mělo dojít po 30. lednu 2023, kdy byl proveden upgrade ChatGPT. V placené verzi ChatGPT lze k řešení matematických úloh využít plugin od Wolfram Alpha.
S užíváním ChatGPT jsou rovněž spojeny obavy o soukromí uživatelů a o bezpečí údajů, které do chatbota vkládají.

## Ve školství
ChatGPT může hrát důležitou roli ve vzdělávání. Může žáky učit kritickému uvažování, protože ne všechny informace, které jim ChatGPT poskytne, jsou pravdivé. Může rovněž posloužit pro výuku jazyků díky možnosti konverzovat na různá témata.
Na druhou stranu, jak formuloval Noam Chomsky, jde o „technologicky vyspělé plagiátorství“, které lidem umožní vyhýbat se učení. Některé vysoké školy ve výuce zakazují používání ChatGPT a obecně dalších nástrojů, které využívají umělou inteligenci. Od 1. ledna 2023 například na indické univerzitě v Bengalúru. Cílem tohoto zákazu je předejít plagiátorství. Na této škole se zákaz vztahuje také na GitHub Co-pilot a Black Box. Jednou z dalších škol, která omezila používání ChatGPT je Institut d'études politiques de Paris, kde lze používat nástroje UI pod dohledem pedagoga. Za použití nástrojů UI pro tvorbu písemných nebo ústních prací hrozí studentům vyloučení ze školy. Australské univerzity považují použití ChatGPT pro vypracování prací za podvod. Zároveň se snaží o zrevidování systému hodnocení, který by měl reagovat na existenci stále pokročilejších generátorů textu. Také by se zkoušky měly skládat pod dohledem a častěji psanou formou pomocí tužky a papíru. Australská národní univerzita se problému s ChatGPT rozhodla čelit větším množstvím laboratorních aktivit a prací v terénu a větším množstvím ústních zkoušek.
Kritici poukazují na to, že bude stále těžší prokázat a odhalit texty generované pomocí UI, a to již s případným nástupem další generace GPT-4. Zároveň se očekává, že v budoucnu se systémy UI stanou součástí nástrojů, které budeme běžně používat, a legitimním cílem škol by mělo být naučit se s nimi pracovat.

## ChatGPT+
ChatGPT+ je placená verze chatbota ChatGPT. Existuje osobní, nebo firemní tarif. Poskytuje rozšířené limity na zadávání množství dotazů, delších textů, větší limity pro generaci obrázků, vkládání více souborů, a delší využití hlasového modelu. Většina funkcí ChatGPT+ jsou v omezení dostupné i v bezplatné verzi.